# Bajdar
Bajdar (mongolsko Байдар, Bajdar) je bil šesti sin Čagataj kana in udeleženec mongolske invazije v Evropo 1235-1241, v Mongoliji znane kot "pohod starih fantov". Skupaj s Kadanom in morda Orda kanom je poveljeval mongolski vojski, ki je napadla Poljsko, * ni znano, † ni znano.
13. februarja 1241 so Mongoli prečkali zamrznjeno Vislo in osvojili in oplenili Sandomierz. Na pohodu proti zahodu sta  se Orda kan in Bajdar 18. marca srečala s poljsko vojsko pod poveljstvom vojvode Boleslava V. Pjasta in jo v bitki bitki pri Hmeljniku  težko porazila.  Boleslav v bitki ni sodeloval. Del njegove vojske je pobegnil na Moravsko. 22. marca so Mongoli prišli pred Krakov, iz katerega je večina prebivalstva pred tem pobegnila. Na Cvetno nedeljo so Mongoli požgali mesto in večino preostalih prebivalcev ujeli. 
Orda kan in Bajdar sta vzhodno od Opol prisilila k umiku vojsko vojvode Miješka Debelega in pri Racibórzu prečkala Odro. Meščani Racibórza so se umaknili iz mesta in ga požgali. Mongoli so osvojili Vrocłav, citadela sama pa se ni vdala. Prvi napad nanjo je spodletel, zato Mongoli niso izgubljali časa z obleganjem. Obšli so citadelo in nadaljevali prodiranje proti zahodu. 
Po zmafi nad združeno vojsk Poljakov, Čehov in templjarjev v bitki pri Legnici, se je Bajdar  za nekaj tednov utaboril v okolici Otmuhova. Na začetku maja 1241 so Mongoli vdrli na Moravsko. Pohod so nadaljevali preko Brna, da bi se pridružili Batu kanov vojski na Ogrskem. Medtem ko je Češka med mongolskim pohodom ostala skoraj nedotaknjena, je Moravsko doletela enaka usoda kot Poljsko in Šlezijo.
Bajdar se je leta 1247 udeležil kurultaja, na katerem je bil za novega kagana izvoljen  Gujuk kan. 

## Sklic
1. ↑  Vladivoj, Vaclav Tomek. »Vítězství nad Tatary« (v češčini). Arhivirano iz prvotnega spletišča dne 28. septembra 2021. Pridobljeno 3. avgusta 2019.

## Vir
- Leo de Hartog (2004). Genghis Khan: Conqueror of the World. Tauris Parke Paperbacks. ISBN 1-86064-972-6.